# Richard Jobson (explorateur)
Pour les articles homonymes, voir Richard Jobson.
Richard Jobson est un explorateur anglais du XVIIe siècle.

## Biographie
Au service d'une compagnie de Londres, il part de Dartmouth en octobre 1620 pour relever George Thompson. Arrivé sur le fleuve Gambie en novembre, il y apprend la mort de Thompson mais décide malgré tout de remonter le fleuve. Il atteint Kassang et Setico où il établit des échanges avant de rebrousser chemin.
De retour en Angleterre en août 1621, il y publie le récit de son voyage, The discovery of River Gambra (1623).

## Sources
Richard Jobson sur le Dictionary of National Biography, 1885-1900, Volume 29
- François Angelier, Dictionnaire des Voyageurs et Explorateurs occidentaux, Pygmalion, 2011, p. 386